# Nicolas Frey
 (juillet 2023).
Si vous disposez d'ouvrages ou d'articles de référence ou si vous connaissez des sites web de qualité traitant du thème abordé ici, merci de compléter l'article en donnant les références utiles à sa vérifiabilité et en les liant à la section « Notes et références ».
Nicolas Sébastien Frey est un footballeur français né le 6 mars 1984 à Thonon-les-Bains en France. Il évolue au poste de défenseur et joue actuellement au Venezia Football Club.
Il est le frère de Sébastien Frey, gardien de but, le fils de Raymond Frey et le petit-fils d'André Frey (né en 1919), international français après la Seconde Guerre mondiale.

## Biographie
Nicolas Frey commence le football à six ans dans le club de l'AS Vence dans les Alpes-Maritimes. Il est repéré par l'AS Cannes qu'il rejoint à l'âge de 10 ans. En 2001, il reçoit sa première convocation pour l'équipe de France des moins de 17 ans (équipe championne du monde), mais à cause d'une déchirure au niveau de la ceinture abdominale, il ne peut honorer sa sélection et est contraint de renoncer à la coupe du monde en Trinité-et-Tobago.
Il termine sa formation, ponctuée de blessures à répétition et quitte le club pour tenter sa chance en Italie. Il signe son premier contrat pro à Legnano (Serie C2) en 2004 où il effectue une saison remarquée. Il est très vite contacté par des clubs de Serie B et décide de poursuivre sa carrière au Modena FC en 2005.
Là encore, il effectue trois saisons de qualité et plusieurs clubs de Serie A, parmi lesquels le Torino, la Lazio de Rome, la Fiorentina, le Chievo Vérone ainsi que Palerme et la Sampdoria de Gênes, montrent leur intérêt pour lui. Il intègre l'effectif du Chievo Vérone en juillet 2008.